# Gran Premio de Gran Bretaña de Motociclismo de 2005
El Gran Premio de Gran Bretaña de Motociclismo de 2005 fue la novena prueba del Campeonato del Mundo de Motociclismo de 2005. Tuvo lugar en el fin de semana del 22 al 24 de julio de 2005 en el Donington Park, situado en la localidad de North West Leicestershire, Inglaterra, Reino Unido. La carrera de MotoGP fue ganada por Valentino Rossi, seguido de Kenny Roberts, Jr. y Alex Barros. Randy de Puniet ganó la prueba de 250cc, por delante de Anthony West y Casey Stoner. La carrera de 125cc fue ganada por Julián Simón, Mike Di Meglio fue segundo y Fabrizio Lai tercero.

## Resultados

### Resultados MotoGP
| Pos. | Piloto             | Constructor | Tiempo    | Parrilla | Pts. |
| ---- | ------------------ | ----------- | --------- | -------- | ---- |
| 1    | Valentino Rossi    | Yamaha      | 52:58.675 | 1        | 25   |
| 2    | Kenny Roberts, Jr. | Suzuki      | +3.169    | 16       | 20   |
| 3    | Alex Barros        | Honda       | +4.006    | 4        | 16   |
| 4    | Colin Edwards      | Yamaha      | +10.292   | 6        | 13   |
| 5    | Carlos Checa       | Ducati      | +13.020   | 13       | 11   |
| 6    | Loris Capirossi    | Ducati      | +23.321   | 11       | 10   |
| 7    | Makoto Tamada      | Honda       | +37.833   | 9        | 9    |
| 8    | Alex Hofmann       | Kawasaki    | +44.617   | 15       | 8    |
| 9    | Toni Elías         | Yamaha      | +1 Lap    | 17       | 7    |
| 10   | Roberto Rolfo      | Ducati      | +1 Lap    | 19       | 6    |
| 11   | John Hopkins       | Suzuki      | +2 Laps   | 10       | 5    |
| Ret  | Franco Battaini    | Blata       | Ret       | 21       |      |
| Ret  | James Ellison      | Blata       | Ret       | 20       |      |
| Ret  | Shane Byrne        | Proton      | Ret       | 18       |      |
| Ret  | Sete Gibernau      | Honda       | Ret       | 2        |      |
| Ret  | Shinya Nakano      | Kawasaki    | Ret       | 12       |      |
| Ret  | Max Biaggi         | Honda       | Ret       | 8        |      |
| Ret  | Troy Bayliss       | Honda       | Ret       | 7        |      |
| Ret  | Nicky Hayden       | Honda       | Ret       | 5        |      |
| Ret  | Marco Melandri     | Honda       | Ret       | 3        |      |
| Ret  | Rubén Xaus         | Yamaha      | Ret       | 14       |      |

## Resultados 250cc
| Pos. | Piloto             | Constructor | Tiempo    | Parrilla | Pts. |
| ---- | ------------------ | ----------- | --------- | -------- | ---- |
| 1    | Randy de Puniet    | Aprilia     | 49:11.337 | 6        | 25   |
| 2    | Anthony West       | KTM         | +1.236    | 15       | 20   |
| 3    | Casey Stoner       | Aprilia     | +16.740   | 10       | 16   |
| 4    | Dani Pedrosa       | Honda       | +47.825   | 1        | 13   |
| 5    | Sebastián Porto    | Aprilia     | +1:03.449 | 5        | 11   |
| 6    | Simone Corsi       | Aprilia     | +1:32.437 | 14       | 10   |
| 7    | Andrea Dovizioso   | Honda       | +1:34.560 | 4        | 9    |
| 8    | Jorge Lorenzo      | Honda       | +1:45.964 | 2        | 8    |
| 9    | Sylvain Guintoli   | Aprilia     | +1 Lap    | 12       | 7    |
| 10   | Andrea Ballerini   | Aprilia     | +1 Lap    | 20       | 6    |
| 11   | Mirko Giansanti    | Aprilia     | +1 Lap    | 22       | 5    |
| 12   | Roberto Locatelli  | Aprilia     | +1 Lap    | 11       | 4    |
| 13   | Alex Baldolini     | Aprilia     | +1 Lap    | 19       | 3    |
| 14   | Gregory Leblanc    | Aprilia     | +2 Laps   | 24       | 2    |
| 15   | Radomil Rous       | Honda       | +2 Laps   | 25       | 1    |
| 16   | Jakub Smrž         | Honda       | +2 Laps   | 17       |      |
| 17   | Steve Jenkner      | Aprilia     | +2 Laps   | 18       |      |
| 18   | Álvaro Molina      | Aprilia     | +2 Laps   | 29       |      |
| 19   | Gabriele Ferro     | Fantic      | +4 Laps   | 31       |      |
| Ret  | Andreas Martensson | Yamaha      | Ret       | 30       |      |
| Ret  | Chaz Davies        | Aprilia     | Ret       | 16       |      |
| Ret  | Taro Sekiguchi     | Aprilia     | Ret       | 26       |      |
| Ret  | Héctor Barberá     | Honda       | Ret       | 7        |      |
| Ret  | Hiroshi Aoyama     | Honda       | Ret       | 8        |      |
| Ret  | Yves Polzer        | Aprilia     | Ret       | 28       |      |
| Ret  | Alex de Angelis    | Aprilia     | Ret       | 3        |      |
| Ret  | Martín Cárdenas    | Aprilia     | Ret       | 23       |      |
| Ret  | Dirk Heidolf       | Honda       | Ret       | 21       |      |
| Ret  | Arnaud Vincent     | Fantic      | Ret       | 27       |      |
| Ret  | Alex Debón         | Honda       | Ret       | 13       |      |
| Ret  | Yuki Takahashi     | Honda       | Ret       | 9        |      |

## Resultados 125cc
La carrera de 125cc se detuvo debido a las fuertes lluvias. Más tarde se reanudará con el orden de la parrilla determinado por el orden de marcha después de la suspensión. La segunda parte de la carrera determina el resultado final.
| Pos. | Piloto                   | Constructor | Tiempo    | Parrilla | Pts. |
| ---- | ------------------------ | ----------- | --------- | -------- | ---- |
| 1    | Julián Simón             | KTM         | 17:35.523 | 6        | 25   |
| 2    | Mike Di Meglio           | Honda       | +2.406    | 9        | 20   |
| 3    | Fabrizio Lai             | Honda       | +8.896    | 5        | 16   |
| 4    | Marco Simoncelli         | Aprilia     | +9.169    | 3        | 13   |
| 5    | Pablo Nieto              | Derbi       | +13.837   | 17       | 11   |
| 6    | Thomas Lüthi             | Honda       | +18.323   | 4        | 10   |
| 7    | Mika Kallio              | KTM         | +23.453   | 1        | 9    |
| 8    | Joan Olivé               | Aprilia     | +31.424   | 15       | 8    |
| 9    | Dan Linfoot              | Honda       | +33.865   | 39       | 7    |
| 10   | Toshihisa Kuzuhara       | Honda       | +40.094   | 30       | 6    |
| 11   | Sergio Gadea             | Aprilia     | +40.345   | 14       | 5    |
| 12   | Chris Elkin              | Honda       | +40.761   | 41       | 4    |
| 13   | Jordi Carchano           | Aprilia     | +42.789   | 26       | 3    |
| 14   | Lorenzo Zanetti          | Aprilia     | +42.833   | 27       | 2    |
| 15   | Sandro Cortese           | Honda       | +43.420   | 28       | 1    |
| 16   | Raymond Schouten         | Honda       | +43.587   | 25       |      |
| 17   | Karel Abraham            | Aprilia     | +45.101   | 36       |      |
| 18   | Gioele Pellino           | Malaguti    | +47.077   | 38       |      |
| 19   | Federico Sandi           | Honda       | +48.901   | 31       |      |
| 20   | Raffaele de Rosa         | Aprilia     | +49.088   | 21       |      |
| 21   | Nicolás Terol            | Derbi       | +54.566   | 18       |      |
| 22   | James Westmoreland       | Honda       | +59.769   | 37       |      |
| 23   | Vincent Braillard        | Aprilia     | +1:00.672 | 33       |      |
| 24   | Mateo Túnez              | Aprilia     | +1:02.134 | 24       |      |
| 25   | Manuel Poggiali          | Gilera      | +1:26.419 | 11       |      |
| 26   | Imre Tóth                | Aprilia     | +1:28.411 | 34       |      |
| Ret  | Aleix Espargaró          | Honda       | Ret       | 19       |      |
| Ret  | Álvaro Bautista          | Honda       | Ret       | 12       |      |
| Ret  | Alexis Masbou            | Honda       | Ret       | 10       |      |
| Ret  | Lukáš Pešek              | Derbi       | Ret       | 20       |      |
| Ret  | Rob Guiver               | Honda       | Ret       | 40       |      |
| Ret  | Gábor Talmácsi           | KTM         | Ret       | 7        |      |
| Ret  | Dario Giuseppetti        | Aprilia     | Ret       | 29       |      |
| Ret  | Manuel Hernández         | Aprilia     | Ret       | 16       |      |
| Ret  | Mattia Pasini            | Aprilia     | Ret       | 2        |      |
| Ret  | Michele Pirro            | Malaguti    | Ret       | 32       |      |
| Ret  | Tomoyoshi Koyama         | Honda       | Ret       | 8        |      |
| Ret  | Héctor Faubel            | Aprilia     | Ret       | 13       |      |
| Ret  | Kev Coghlan              | Honda       | Ret       | 35       |      |
| Ret  | Ángel Rodríguez Campillo | Honda       | Ret       | 23       |      |
| Ret  | Andrea Iannone           | Aprilia     | Ret       | 22       |      |